# Deutsches Netz Gesundheitsfördernder Krankenhäuser und Gesundheitseinrichtungen
Das Deutsche Netz Gesundheitsfördernder Krankenhäuser und Gesundheitseinrichtungen e. V. (DNGfK) ist ein Netzwerk deutscher Gesundheitseinrichtungen, deren Anliegen die Förderung von Prävention und die Gesundheitsförderung in Krankenhäusern, Rehabilitationskliniken und sonstigen Gesundheitseinrichtungen. Zu den Mitgliedern gehören Krankenhäuser und Arztpraxen, Reha- und Pflegeeinrichtungen sowie weitere Partner aus Deutschland, die sich für die Gesundheitsförderung in ihrer Region engagieren. Gemeinsames Ziel ist, die Gesundheit von Patienten und Mitarbeitern zu verbessern.

## Wirken
Ziele des DNGfK sind die Verankerung gesundheitsfördernder Maßnahmen auf lokaler und politischer Ebene, Patientenorientierung und Mitarbeiterorientierung sowie die Förderung der Sektorenübergreifenden Versorgung. Die Grundlage für die Arbeit des Vereins bilden die „Ottawa Charta zu Gesundheitsförderung“ (1986) und weitere Empfehlungen zu Gesundheitsfördernden Krankenhäusern.
Konzepte und Projekte werden in den Arbeitsgruppen des Vereins entwickelt und begleitet.

## Mitglieder und Partner
Die Mitgliedschaft steht Krankenhäusern, Versorgungs- und Rehabilitationseinrichtungen, Pflegeeinrichtungen, Praxen niedergelassener Ärzte und ambulanten Diensten offen. Anfang 2021 umfasste das Netzwerk knapp 20 Einrichtungen.
Das DNGfK unterhält Partnerschaften mit dem Bundesverband Beschwerdemanagement für Gesundheitseinrichtungen (BBfG), dem Deutschen Netzwerk Gesundheitskompetenz (DNGK), Planetree Deutschland und dem Netzwerk Selbsthilfefreundlichkeit und Patientenorientierung im Gesundheitswesen.

## Geschichte
Das Netz entwickelte sich in den 1990er Jahren aus einer Initiative der Weltgesundheitsorganisation WHO heraus, angestoßen durch die Gesundheitsreformerin Ilona Kickbusch. Das zugehörige Pilotprojekt „Health Promoting Hospitals“ unterstützt seit Anfang der 1990er Jahre Krankenhäuser bei der Einführung gesundheitsfördernder Konzepte. Aus der internationalen Kooperation gingen schließlich Netzwerke in Europa hervor, in denen Krankenhäuser, Rehabilitations- und Pflegeeinrichtungen auf nationaler oder regionaler Ebene vernetzt sind. Aktuell zählt das weiterhin durch die WHO unterstützte International Network of Health Promoting Hospitals & Health Services (HPH) mit weltweit etwa 600 Mitgliedseinrichtungen in 30 Ländern.